# Guajuvira (distrito)
Guajuvira é um distrito do município brasileiro de Araucária, no Paraná.
Pela lei estadual nº 2, de 10-10-1947, é criado o distrito de Guajuvira e anexado ao município de Araucária.